# Баба Дарбара Сінґх
Баба Дарбара Сінґх (пенджаб. ਦਰਬਾਰਾ ਸਿੰਘ; 1643–1734) — джатедар (очільник) сикхської конфедерації у 1716—1734 роках.

## Життєпис
Був праонуком чи онуком гуру Хар Ґобінда. Син Нану Сінґха. Народився 1643 року в містечку Дал (Пенджаб). Протягом 16 років служив під орудою гуру Ґобінд Сінґха. Відзначився убагатьох військових кампаніях. 1716 року після загибелі Бінод Сінґха очолив татва хальса (прихильників Ґобінд Сінґха) на противагу бандаї сікґі (прихильників Банда Сінґх Бахадура).
Через переслідування, розпочате могольським падишахом Фарук-сіяром отаборився в горах Шивалік, звідки здійснював напади на могольські залоги, каравани, чиновників. Заклав підвалини військової організації сикхів, відновивши їх боєздатність після поразки 1716 року. 1722 року разом з Бхай Мані Мінґхом стає джатедаром Акал Тахта (судово-цивільного управління) хальси (громади) сикхів.
Незважаючи на репресії, поновлені субадаром Закарія-ханом продовжив спротив, але 1727 року вимушений був відступити в гірські укриття. Але вже у 1727 році скористався загальним невдоволення серед населення здирництвом та ґвалтом моголів повернувся до швидких нападів.
Зрештою 1733 року Закарія-хан запропонував встановити мир, надавши очільнику сикхів джаґір й титул наваба. Баба Дарбара Сінґх відмовився його прийняти, прагнучи до незалежності. Втім загальна рада висловилася за прийняття пропозиції. Шляхом виборів навабом став Капур Сінґх. Дарбара Сінґх помер наступного року. Новим джатедаром війська сикхів став Капур Сінґх.